# 井上玄覚因碩
井上玄覚因碩（いのうえ げんかくいんせき、慶長10年（1605年） - 寛文13年1月14日（1673年3月2日））は、江戸時代の囲碁棋士で、家元井上家の二世井上因碩。古因碩とも呼ばれる。山城国出身、上手。
二世名人中村道碩の弟子で、寛永7年(1630年)に死に臨んだ道碩が禄の相続を願い出て、これを継いだ。その後、碁打衆の禄は徳川幕府より家禄とされるようになり、因碩の死後に本因坊道策の弟の道砂が井上家を継いだ。これにより、玄覚は一世井上因碩とされるが、井上幻庵因碩の時に道碩を井上家一世とする家系書き換えがなされ、以降玄覚は井上家二世と記される。
1624-30年頃に禁裏で道碩との対局があり（因碩先）、ジゴとしている。
正保元年(1644年)、寺社奉行より道碩後継の碁打衆頭領の地位の詮議では、玄覚は本因坊算悦とともに辞退、安井算哲も就任はならなかった（碁所詮議）。
京都にて没し、本因坊算砂、算悦、道硯、算哲らと同じく、京都寂光寺に葬られた。
『隔蓂記』では鹿苑寺に招かれた碁打衆の一人として玄碩法橋という者がおり、明暦3年(1657年)に2世安井算哲（渋川春海）先番で対局して1勝1敗、万治4年(1661年)に安井算知に先番で負け、寛文5年(1665年)に玄碩の子の玄悦が安井算知の弟子となったなどの記録がある。算哲に白を持つほどの打ち手である玄碩は道碩の弟子とされるが、玄覚と同一人物かは不明。